# Chung kết Giải vô địch bóng đá nữ châu Âu 2022
Chung kết Giải vô địch bóng đá nữ châu Âu 2022 là một trận đấu bóng đá vào ngày 31 tháng 7 năm 2022 diễn ra tại Sân vận động Wembley ở Luân Đôn, Anh, để xác định đội chiến thắng của Giải vô địch bóng đá nữ châu Âu 2022. Trận đấu diễn ra giữa chủ nhà Anh và Đức.
Đối với đội tuyển Anh, đây là lần thứ ba họ tham dự trận chung kết giải vô địch châu Âu, và là lần đầu tiên kể từ năm 2009, khi họ thua Đức. Anh cũng thua Thụy Điển 4–3 trên chấm phạt đền trong trận chung kết đầu tiên vào năm 1984. Đối với Đức, đội giành kỷ lục của giải đấu, đây là lần thứ 9 họ tham dự trận chung kết giải vô địch châu Âu và là lần đầu tiên kể từ năm 2013, khi họ giành chiến thắng trước Na Uy. Đức đã thắng cả 8 trận chung kết giải vô địch châu Âu trước đây mà họ đã chơi.
Trận chung kết diễn ra trước sự chứng kiến của 87.192 đám đông, số lượng người tham dự kỷ lục cho trận đấu quốc tế nữ ở châu Âu và trận chung kết giải vô địch châu Âu, nam và nữ. Đội tuyển Anh đã giành chiến thắng 2-1 sau hiệp phụ để giành danh hiệu vô địch UEFA Women's Championship đầu tiên của họ và lần đầu tiên một đội bóng cao cấp của Anh giành được một giải đấu bóng đá lớn kể từ Trận chung kết Giải vô địch bóng đá thế giới 1966.

## Địa điểm
Trận đấu được tổ chức tại Sân vận động Wembley của Luân Đôn, ở Wembley của khu Brent, Luân Đôn. Sân vận động Wembley mở cửa vào năm 2007 trên địa điểm của Sân vận động Wembley ban đầu, việc phá dỡ diễn ra từ năm 2002 đến 2003. Thuộc sở hữu của Liên đoàn bóng đá Anh (FA), nó là sân vận động bóng đá quốc gia cho đội tuyển nam quốc gia Anh. Sân vận động này từng là địa điểm đăng cai Giải vô địch bóng đá châu Âu 2020 của đội nam, bao gồm cả trận chung kết (mà đội tuyển Anh cũng tranh tài). Sân vận động ban đầu, trước đây được gọi là Sân vận động Empire, mở cửa vào năm 1923 và tổ chức các trận đấu bóng đá nam tại FIFA World Cup 1966, bao gồm cả trận chung kết - trận đấu chứng kiến đội chủ nhà Anh đánh bại Tây Đức 4–2 sau hiệp phụ - và tại UEFA Euro 1996, bao gồm cả trận chung kết, trong đó Đức đánh bại Cộng hòa Séc. Wembley cũng là nơi tổ chức trận chung kết FA Cup nam hàng năm, kể từ trận chung kết White Horse năm 1923 (không bao gồm 2001 đến 2006, khi sân vận động đang được xây dựng lại), cũng như trận chung kết Cup FA nữ kể từ năm 2015.

## Hướng đến trận chung kết

### Anh
|    | Đối thủ     | Kết quả      |
| -- | ----------- | ------------ |
| 1  | Áo          | 1–0          |
| 2  | Na Uy       | 8–0          |
| 3  | Bắc Ireland | 5–0          |
| TK | Tây Ban Nha | 2–1 (s.h.p.) |
| BK | Thụy Điển   | 4–0          |

Sau khi được chọn làm nước chủ nhà cho phiên bản UEFA Women's Euro 2022, Anh đã tự động đủ điều kiện trở thành quốc gia đăng cai của giải đấu. Trong suốt lịch sử của Euro nữ trước năm 2022, Lionesses của Anh đã lọt vào trận chung kết hai lần và về nhì trong cả hai lần, lần đầu tiên ở giải khai mạc năm 1984 khi họ thua Thụy Điển trên chấm phạt đền, và sau đó vào năm 2009, thua 2–6 với Đức.
Là chủ nhà, Anh được xếp hạt giống ở bảng A, cùng với Áo, vô địch hai lần là Na Uy và đội đầu tiên là Bắc Ireland. Lionesses bắt đầu hành trình giành chức vô địch châu Âu đầu tiên của họ bằng cách đánh bại Áo với tỷ số 1–0. Anh sau đó lập kỷ lục về hiệu số bàn thắng bại trước Na Uy bằng cách đánh bại họ 8–0, một chiến thắng kỷ lục ở Euro nam hoặc nữ. Được thúc đẩy bởi chiến thắng kỷ lục trước Na Uy, đội chủ nhà tiếp tục đánh bại Bắc Ireland với tỷ số 5–0 để đứng đầu bảng với thành tích hoàn hảo và không có bàn thua nào, thiết lập một trận tứ kết gặp Tây Ban Nha. Trong trận tứ kết của họ, Anh đã để thủng lưới bàn đầu tiên ở Euro này do bàn thắng của Esther González, gỡ hòa vào cuối thời gian quy định với bàn thắng của Ella Toone để đưa trận đấu vào hiệp phụ; một cuộc tấn công từ Georgia Stanway ấn định chiến thắng 2-1 cho đội tuyển Anh, đưa họ vào trận bán kết với Thụy Điển. Trong trận bán kết của họ, Anh đã đánh bại Thụy Điển 4–0, bao gồm một bàn thắng đánh gót của Alessia Russo và một sai lầm của Hedvig Lindahl, để đưa Anh vào trận chung kết lần đầu tiên kể từ năm 2009.

### Đức
|    | Đối thủ     | Kết quả |
| -- | ----------- | ------- |
| 1  | Đan Mạch    | 4–0     |
| 2  | Tây Ban Nha | 2–0     |
| 3  | Phần Lan    | 3–0     |
| TK | Áo          | 2–0     |
| BK | Pháp        | 2–1     |

Với tư cách là đội tuyển nữ được đánh giá cao nhất châu Âu, Đức cũng là đội giữ kỷ lục vô địch Euro với 8 lần vô địch, trong đó có chiến thắng 6–2 trước Anh vào năm 2009. Tại vòng loại UEFA Women's Euro 2022, Đức được xếp vào nhóm I, cùng với Ukraina, Cộng hòa Ireland, Hy Lạp và Montenegro; họ đã giành được tám trận thắng hoàn hảo trong số tám trận thắng để đủ điều kiện tham dự giải đấu được tổ chức ở Anh.
Trong giải đấu chính, Đức được bốc thăm ở bảng B, cùng với Tây Ban Nha, Đan Mạch và Phần Lan. Đức đã đánh bại đội á quân năm 2017 là Đan Mạch, người đã đánh bại họ trong trận tứ kết của giải đấu đó với tỷ số 4–0. Sau đó, họ đánh bại Tây Ban Nha với tỷ số 2–0 để đứng đầu bảng, trước khi giành chiến thắng 3–0 trước Phần Lan, cũng với một thành tích hoàn hảo và không có bàn thua nào. Đức sau đó đánh bại Áo trong trận tứ kết với tỷ số 2–0 để giành một suất vào bán kết, nơi họ đối đầu với Pháp. Ở vòng bán kết, Đức đã để thủng lưới bàn đầu tiên tại giải đấu do phản lưới nhà của thủ môn Merle Frohms, nhưng đã giành chiến thắng với hai bàn thắng của Alexandra Popp, trở lại trận chung kết lần đầu tiên kể từ năm 2013.

## Trước trận đấu

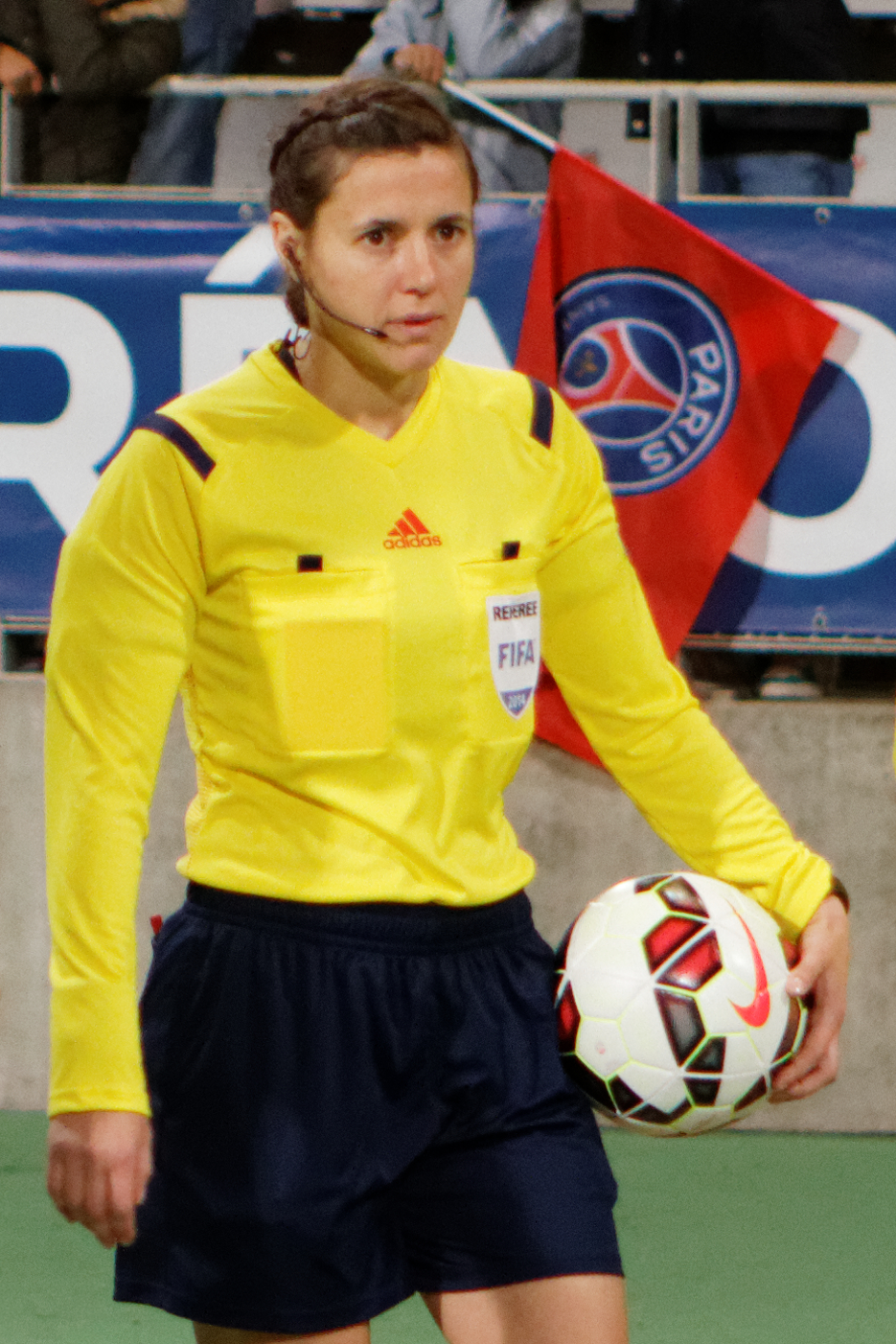
Kateryna Monzul của Ukraina là trọng tài cho trận chung kết.

### Quan chức
Vào ngày 29 tháng 7 năm 2022, Ủy ban trọng tài UEFA đã công bố đội điều hành trận chung kết, do trọng tài 41 tuổi người Ukraina Kateryna Monzul của Hiệp hội bóng đá Ukraina dẫn đầu. Cô được tham gia cùng với đồng hương Maryna Striletska với tư cách là một trong những trợ lý trọng tài, phục vụ cùng với Paulina Baranowska của Ba Lan. Cô Stéphanie Frappart người Pháp được chọn làm quan chức thứ tư, trong khi Karolin Kaivoja của Estonia làm trợ lý trọng tài dự bị. Paolo Valeri của Ý được bổ nhiệm làm trợ lý trọng tài video, người đầu tiên sử dụng công nghệ này trong trận chung kết Giải vô địch bóng đá nữ UEFA. Anh cùng với đồng hương Maurizio Mariani là một trong những trợ lý quan chức VAR, phục vụ cùng với Pol van Boekel của Hà Lan.
Monzul là người gốc Kharkiv, phải cùng gia đình chạy trốn khỏi đất nước đến Đức sau cuộc tấn công của Nga vào Ukraina 2022. Mặc dù bóng đá bị đình chỉ ở Ukraina, cô vẫn muốn tiếp tục sự nghiệp cầm quyền của mình. Sau các cuộc thảo luận với Liên đoàn bóng đá Ý và Hiệp hội trọng tài Ý, cô đã có thể tiếp tục làm trọng tài ở Ý, điều hành giải Serie A Femminile và giải trẻ nam. Đồng hương của cô và trợ lý trọng tài Maryna Striletska, từ Luhansk, cũng rời đất nước đến Thụy Sĩ, thi đấu tại Giải thăng hạng ba nam.
Monzul là trọng tài FIFA từ năm 2004 và là trọng tài người Ukraina đầu tiên điều hành trận chung kết Giải vô địch bóng đá nữ UEFA. Giải vô địch bóng đá nữ Euro 2022 là giải đấu quốc tế lớn thứ chín của cô, sau Giải vô địch bóng đá nữ của UEFA vào các năm 2009, 2013 và 2017, Giải vô địch bóng đá nữ thế giới năm 2011 (là giải đấu chính thức thứ tư), 2015 và 2019 và Giải bóng đá nữ Olympic năm 2016 và 2020 của Monzul đã bắt chính ba trận đấu trước đó trong giải đấu: Tây Ban Nha vs Phần Lan và Áo vs Na Uy ở vòng bảng, và trận tứ kết giữa Thụy Điển và Bỉ. Trận đấu là trận chung kết quốc tế lớn thứ ba của cô, trước đó đã diễn ra trận chung kết UEFA Women's Champions League 2014 giữa Tyresö FF của Thụy Điển và VfL Wolfsburg của Đức, và trận chung kết FIFA nữ World Cup 2015 giữa Hoa Kỳ và Nhật Bản.
Năm 2016, Monzul bắt đầu thi đấu chính thức tại giải Ngoại hạng dành cho nam ở Ukraina, là người phụ nữ đầu tiên làm điều đó. Cô cũng đã được chỉ định tham gia các trận đấu tại UEFA Europa League và UEFA Europa Conference League. Vào tháng 11 năm 2020, cô điều hành trận đấu UEFA Nations League giữa San Marino và Gibraltar như một phần của đội trọng tài toàn nữ đầu tiên phụ trách một trận đấu quốc tế nam cao cấp.

### Lựa chọn đội

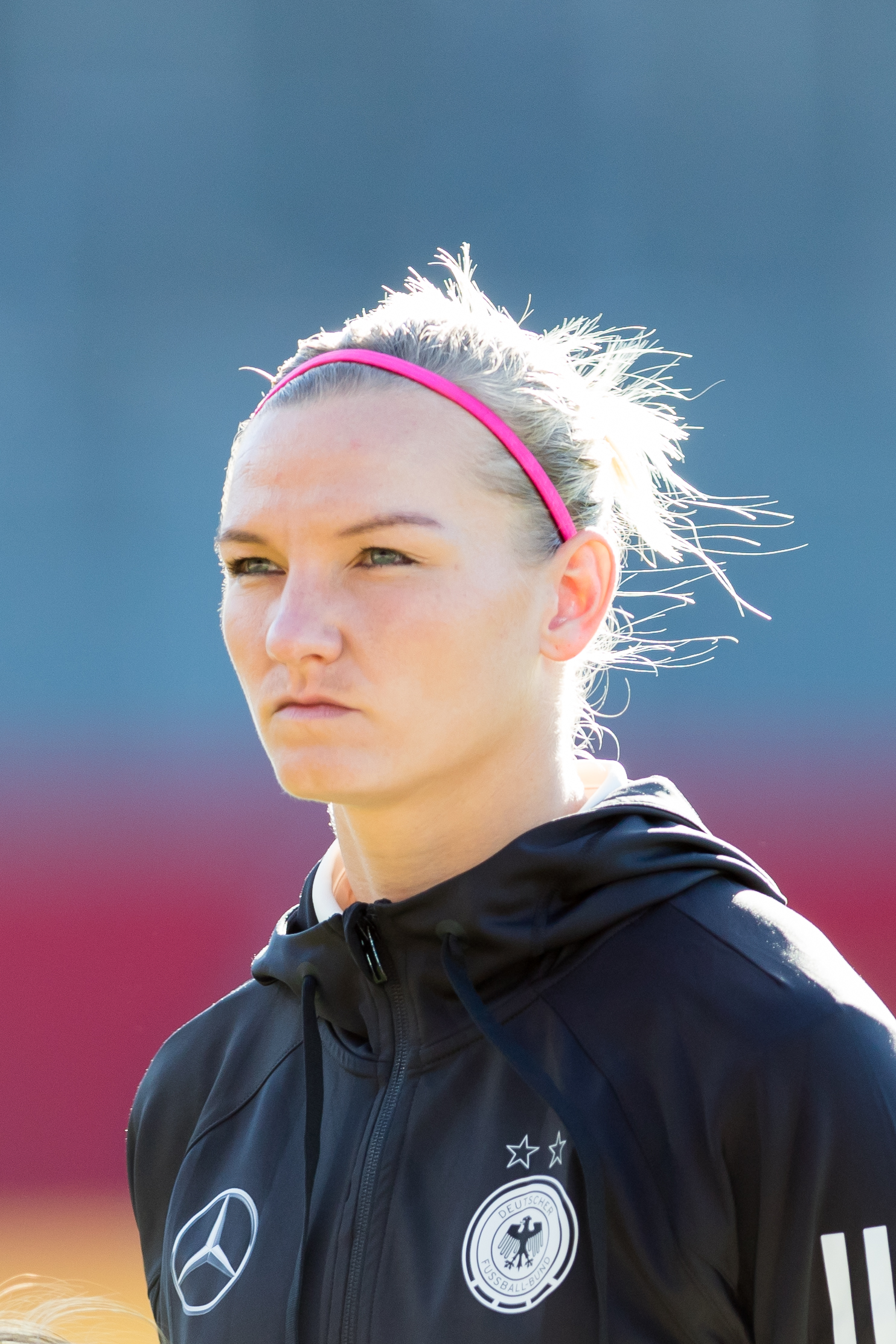
Đội trưởng và chân sút hàng đầu của Đức, Alexandra Popp đã rút lui vì chấn thương ngay trước khi trận đấu bắt đầu.

Anh có toàn bộ đội hình của họ để lựa chọn trong trận chung kết. Đối với Đức, tiền đạo Klara Bühl đã bị HLV Martina Voss-Tecklenburg loại khỏi trận chung kết sau khi xét nghiệm dương tính với SARS-CoV-2 trước trận bán kết với Pháp. Jule Brand sau đó đã thay thế cô ấy trong đội hình xuất phát. Tuy nhiên, Bühl vẫn có thể tham dự trận đấu với tư cách là một khán giả sau khi xét nghiệm âm tính vào ngày diễn ra trận chung kết. Tiền đạo Lea Schüller cũng đã có kết quả xét nghiệm dương tính với virus này sau khi bắt đầu trong trận đấu mở màn của Đức với Đan Mạch. Tuy nhiên, cô đã thoát khỏi việc cách ly trước trận tứ kết của đội với Áo, nhưng đã mất vị trí xuất phát vào tay đội trưởng Popp. Một ngày trước trận chung kết, Popp bị "căng [cơ] nhẹ" theo giám đốc đội tuyển quốc gia Đức Oliver Bierhoff, nhưng muốn đợi cho đến khi khởi động trước trận đấu để xem cô có phù hợp hay không; thông tin này không được thông báo trước trận đấu.
Cả hai đội ban đầu đặt tên cho các đội không thay đổi từ các chiến thắng bán kết tương ứng của họ, và duy trì đội hình giống nhau: 4–2–3–1 cho Anh và 4–3–3 cho Đức. Đối với đội tuyển Anh, điều này có nghĩa là huấn luyện viên Sarina Wiegman đã đặt cùng một đội hình xuất phát trong tất cả sáu trận đấu của giải đấu, lần đầu tiên trong lịch sử của giải vô địch châu Âu dành cho nữ hoặc nam. Vài phút trước khi trận đấu bắt đầu, Popp, cầu thủ ghi bàn hàng đầu trong giải đấu, người đã ghi bàn trong cả năm trận đấu, đã rút khỏi đội hình xuất phát vì chấn thương do vấn đề cơ bắp của cô tái phát trong khi khởi động. Cô ấy đã được thay thế bởi Schüller, cầu thủ ghi bàn hàng đầu của Frauen-Bundesliga 2021–22, người đã được Kicker vinh danh là Cầu thủ bóng đá nữ của năm ở Đức vài giờ trước đó. Svenja Huth được chỉ định làm đội trưởng thay cho Popp, người đã ngồi trên băng ghế dự bị nhưng không có khả năng thay thế.

### Lễ bế mạc
Ca sĩ người Anh Becky Hill đã biểu diễn trong lễ bế mạc trước khi trận đấu bắt đầu. Cô đã biểu diễn các ca khúc "Crazy What Love Can Do", "My Heart Goes (La Di Da)" và "Remember", trước khi mời Ultra Naté lên sân khấu biểu diễn ca khúc "Free" của Naté cùng với Stefflon Don.

## Trận đấu

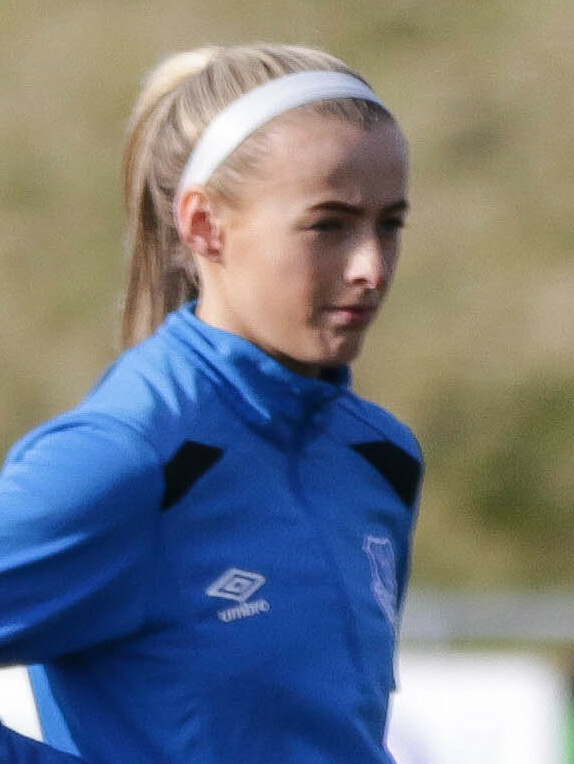
Chloe Kelly ghi bàn thắng quyết định cho đội tuyển Anh trong hiệp phụ.

### Tóm tắt
Trận đấu bắt đầu lúc 17:00 giờ địa phương (BST) trước sự chứng kiến của 87.192 khán giả. Điều này đã thiết lập kỷ lục tham dự cho cả trận đấu quốc tế của nữ ở châu Âu và trận đấu trong giải đấu cuối cùng của cuộc thi đội tuyển quốc gia nam hoặc nữ của UEFA. Ellen White có một cơ hội sớm cho Anh, nhưng đánh đầu thẳng vào thủ môn Đức Frohms, trước khi tuyển Anh nhận hai thẻ phạt sớm, với White và Stanway nhận thẻ vàng. Ở phút 25, một pha tranh giành khung thành của suýt dẫn đến bàn thắng cho Đức, trước khi thủ môn Mary Earps của Anh bắt gọn bóng. Đơn kháng cáo về một quả phạt đền do để bóng chạm vào cánh tay của đội trưởng đội tuyển Anh, Leah Williamson đã bị từ chối; một lát sau ở đầu sân bên kia cũng có những kháng nghị tương tự cho một quả phạt đền do bóng đập vào cánh tay của đội trưởng người Đức Schüller, điều này cũng bị từ chối. White bỏ lỡ một cơ hội khác ngay trước khi hiệp một kết thúc, đưa bóng đi vọt xà ngang, khiến hiệp một kết thúc không bàn thắng. Đức thay người ở hiệp một, thay Brand bằng Tabea Waßmuth.
Năm phút đầu tiên của hiệp hai, Lina Magull sút bóng không trúng đích cho Đức, đưa bóng đi chệch cột dọc trong gang tấc. Ở phút thứ 55, Anh thực hiện thay hai người, thay White và Fran Kirby bằng Russo và Toone, và chính sự thay người sau đó đã đưa Anh vượt lên dẫn trước bảy phút sau đó: một quả bóng dài của Keira Walsh đã đưa Toone vượt qua hàng thủ, và cô đã đệm bóng qua Frohms. Cầu thủ ghi bàn hàng đầu của giải đấu, Beth Mead của Anh, đã bị chấn thương ngay trước khung thành và được thay thế bởi Chloe Kelly. Đức gần như gỡ hòa gần như ngay lập tức khi Magull đánh đầu vọt xà ngang, với Earps cản phá nỗ lực theo dõi của Schüller. Magull sau đó đã nâng tỷ số trận đấu ở phút 79, đưa bóng đi chệch khung thành sau đường chuyền của Waßmuth. Điều này đưa trận đấu sang hiệp phụ với tỷ số 1–1.
Có rất ít cơ hội đáng chú ý trong nửa đầu của hiệp phụ. Trong hiệp thứ hai, Anh dẫn trước, ghi bàn ở phút thứ 110 của trận đấu. Một quả phạt góc của Lauren Hemp đã bật ra khỏi Lucy Bronze vào đường của Kelly, và cô đã đâm bóng vào trong lần thứ hai. Anh sau đó đã quản lý thế trận tốt trong 10 phút còn lại, không cho đội Đức cơ hội nào để gỡ hòa, và giành được chiếc cúp quốc tế lớn đầu tiên của họ. Đó là chiến thắng Euro thứ hai liên tiếp cho huấn luyện viên Wiegman, người đã vô địch Euro trước đó đã quản lý cho quê hương Hà Lan của cô.

### Thông tin chi tiết
| Anh                      | 2–1 (s.h.p.) | Đức          |
| ------------------------ | ------------ | ------------ |
| - Toone 62' - Kelly 110' | Chi tiết     | - Magull 79' |

| Anh | Đức |

| GK               | 1  | Mary Earps          |      |      |
| RB               | 2  | Lucy Bronze         |      |      |
| CB               | 6  | Millie Bright       |      |      |
| CB               | 8  | Leah Williamson (c) |      |      |
| LB               | 3  | Rachel Daly         |      | 88'  |
| CM               | 10 | Georgia Stanway     | 23'  | 88'  |
| CM               | 4  | Keira Walsh         |      |      |
| RW               | 7  | Beth Mead           |      | 63'  |
| AM               | 14 | Fran Kirby          |      | 55'  |
| LW               | 11 | Lauren Hemp         |      | 120' |
| CF               | 9  | Ellen White         | 24'  | 55'  |
| Thay thế:        |    |                     |      |      |
| MF               | 20 | Ella Toone          |      | 55'  |
| FW               | 23 | Alessia Russo       | 100' | 55'  |
| FW               | 18 | Chloe Kelly         | 111' | 63'  |
| DF               | 5  | Alex Greenwood      |      | 88'  |
| MF               | 16 | Jill Scott          |      | 88'  |
| FW               | 17 | Nikita Parris       |      | 120' |
| Huấn luyện viên: |    |                     |      |      |
| Sarina Wiegman   |    |                     |      |      |

| GK                       | 1  | Merle Frohms     |     |      |
| RB                       | 15 | Giulia Gwinn     |     |      |
| CB                       | 3  | Kathrin Hendrich |     |      |
| CB                       | 5  | Marina Hegering  |     | 103' |
| LB                       | 17 | Felicitas Rauch  | 40' | 113' |
| CM                       | 20 | Lina Magull      |     | 91'  |
| CM                       | 6  | Lena Oberdorf    | 57' |      |
| CM                       | 13 | Sara Däbritz     |     | 73'  |
| RF                       | 9  | Svenja Huth (c)  |     |      |
| CF                       | 7  | Lea Schüller     | 57' | 67'  |
| LF                       | 22 | Jule Brand       |     | 46'  |
| Thay thế:                |    |                  |     |      |
| FW                       | 18 | Tabea Waßmuth    |     | 46'  |
| FW                       | 14 | Nicole Anyomi    |     | 67'  |
| MF                       | 8  | Sydney Lohmann   |     | 73'  |
| MF                       | 16 | Linda Dallmann   |     | 91'  |
| DF                       | 23 | Sara Doorsoun    |     | 103' |
| MF                       | 4  | Lena Lattwein    |     | 113' |
| Huấn luyện viên:         |    |                  |     |      |
| Martina Voss-Tecklenburg |    |                  |     |      |

| Cầu thủ của trận đấu: Keira Walsh (Anh) Trợ lý trọng tài: Maryna Striletska (Ukraina) Paulina Baranowska (Poland) Quan chức thứ tư: Stéphanie Frappart (Pháp) Trợ lý trọng tài dự bị: Karolin Kaivoja (Estonia) Trợ lý trọng tài video: Paolo Valeri (Ý) Trợ lý tổ trợ lý trọng tài video: Maurizio Mariani (Ý) Pol van Boekel (Hà Lan) | Quy tắc trận đấu - 90 phút - 30 phút thêm hiệp phụ nếu cần thiết - Đá luân lưu nếu tỷ số vẫn bằng nhau - Tối đa mười hai người thay thế được đặt tên - Tối đa thay năm người, với một lần thứ sáu được phép trong hiệp phụ |

### Số liệu thống kê
| Thống kê         | Anh | Đức |
| ---------------- | --- | --- |
| Bàn thắng đã ghi | 0   | 0   |
| Tổng số sút      | 6   | 4   |
| Sút trúng đích   | 3   | 0   |
| Cứu              | 0   | 3   |
| Sở hữu bóng      | 48% | 52% |
| Sút phạt góc     | 5   | 2   |
| Phạm lỗi         | 6   | 8   |
| Ngoại vi         | 2   | 1   |
| Thẻ vàng         | 2   | 1   |
| Thẻ đỏ           | 0   | 0   |

| Thống kê         | Anh | Đức |
| ---------------- | --- | --- |
| Bàn thắng đã ghi | 1   | 1   |
| Tổng số sút      | 2   | 9   |
| Sút trúng đích   | 2   | 3   |
| Cứu              | 2   | 1   |
| Sở hữu bóng      | 52% | 48% |
| Sút phạt góc     | 0   | 3   |
| Phạm lỗi         | 7   | 9   |
| Ngoại vi         | 0   | 0   |
| Thẻ vàng         | 0   | 2   |
| Thẻ đỏ           | 0   | 0   |

| Thống kê         | Anh | Đức |
| ---------------- | --- | --- |
| Bàn thắng đã ghi | 1   | 0   |
| Tổng số sút      | 5   | 3   |
| Sút trúng đích   | 3   | 1   |
| Cứu              | 1   | 2   |
| Sở hữu bóng      | 56% | 44% |
| Sút phạt góc     | 3   | 2   |
| Phạm lỗi         | 7   | 5   |
| Ngoại vi         | 0   | 0   |
| Thẻ vàng         | 2   | 0   |
| Thẻ đỏ           | 0   | 0   |

| Thống kê         | Anh | Đức |
| ---------------- | --- | --- |
| Bàn thắng đã ghi | 2   | 1   |
| Tổng số sút      | 13  | 16  |
| Sút trúng đích   | 8   | 4   |
| Cứu              | 3   | 6   |
| Sở hữu bóng      | 52% | 48% |
| Sút phạt góc     | 8   | 7   |
| Phạm lỗi         | 20  | 22  |
| Ngoại vi         | 2   | 1   |
| Thẻ vàng         | 4   | 3   |
| Thẻ đỏ           | 0   | 0   |

## Sau trận đấu

### Kỷ lục
Sau khi đội tuyển nam Anh thất bại trong trận Chung kết UEFA Euro 2020 một năm trước đó, thành công của đội tuyển nữ đã mang lại cho Anh chiến thắng đầu tiên tại Euro, cũng như danh dự quốc tế lớn đầu tiên của họ kể từ năm 1966. Đây là danh hiệu Euro đầu tiên của đội tuyển nữ Anh sau hai thất bại trước đó trong trận chung kết. Tổng số khán giả tại Wembley lên tới 87.192, kỷ lục tham dự trận đấu quốc tế dành cho nữ ở châu Âu và trận chung kết giải vô địch châu Âu, nam và nữ.
Huấn luyện viên đội tuyển Anh, Sarina Wiegman đã trở thành huấn luyện viên nữ đầu tiên vô địch Euro với hai quốc gia khác nhau, sau khi dẫn dắt quê hương Hà Lan của cô đến danh hiệu vào năm 2017.
Đối với Đức, thua trận đã trở thành trận thua đầu tiên của họ trong một trận chung kết Euro nữ, họ đã giành được cả tám danh hiệu trong tám lần tham dự vòng chung kết Euro nữ trước đó.

### Danh dự
Tiền vệ người Anh Keira Walsh được bầu chọn là cầu thủ của trận đấu trong trận chung kết. Đồng đội Beth Mead được các nhà quan sát kỹ thuật của UEFA bầu chọn là cầu thủ của giải đấu, và giành giải Vua phá lưới với sáu bàn thắng; Alexandra Popp của Đức cũng ghi được sáu bàn thắng, nhưng không có đường kiến tạo nào cho năm của Mead. Tiền vệ người Đức Lena Oberdorf đã giành được giải thưởng cầu thủ trẻ đầu tiên của giải đấu, dành cho những cầu thủ sinh vào hoặc sau ngày 1 tháng 1 năm 1999.
Vào ngày 1 tháng 8, một ngày sau trận chung kết, đội tuyển Anh đã ăn mừng chiến thắng của họ với những người ủng hộ tại Quảng trường Trafalgar. với các cầu thủ "đáng khen là mặc càng xấu". Người thuyết trình và cựu cầu thủ Alex Scott đã phỏng vấn các thành viên của đội, những người sau đó đã hát bài "Three Lions", "Sweet Caroline", "Freed from Desire" và "River Deep - Mountain High". Thị trưởng Luân Đôn Vincent Keaveny và Edward Lord của City of London Corporation đã tuyên bố trong lễ kỷ niệm rằng họ sẽ trao cho tất cả 23 thành viên của đội và Wiegman Quyền tự do của Thành phố London. Đội tuyển Đức đã được kỷ niệm là á quân tại Römer ở Frankfurt cùng ngày.

### Ảnh hưởng đến bóng đá nữ
Chiến thắng được nhà báo Carrie Dunn của chuyên mục The Guardian coi là một sự kiện lịch sử "sẽ thay đổi bóng đá nữ mãi mãi", ghi nhận sự gia tăng phổ biến của bóng đá nữ và kỷ lục tham dự trận chung kết. Lượng khán giả truyền hình trực tiếp trận đấu tại Vương quốc Anh lên tới 17,4 triệu người trên kênh BBC One, trở thành trận đấu bóng đá nữ được xem nhiều nhất trong lịch sử nước này. Trò chơi cũng là chương trình được xem nhiều nhất ở Anh vào năm 2022.
Sau trận đấu, màn ăn mừng bàn thắng của Chloe Kelly, nơi cô cởi bỏ áo sơ mi để lộ một chiếc áo ngực thể thao và xoay áo quanh đầu được ca ngợi là đoàn kết và trao quyền cho phụ nữ. Nó cũng được chúc mừng bởi cựu cầu thủ nữ Hoa Kỳ Brandi Chastain, người có lễ kỷ niệm Vòng chung kết Giải vô địch bóng đá nữ thế giới 1999 mang tính biểu tượng bằng cách cởi bỏ áo đấu của cô đã được so sánh với lễ kỷ niệm của Kelly.
Nữ hoàng Elizabeth II đã đưa ra một tuyên bố gửi tới đội bóng, nói rằng:
Chức vô địch và màn trình diễn của các bạn trong đó đã giành được nhiều lời khen ngợi. Tuy nhiên, thành công của bạn còn vượt xa danh hiệu mà bạn có được một cách xứng đáng. Tất cả các bạn đã nêu một tấm gương sẽ là nguồn cảm hứng cho trẻ em gái và phụ nữ ngày nay, và cho các thế hệ tương lai. Tôi hy vọng rằng các bạn sẽ tự hào về tác động của các bạn đối với môn thể thao của bạn như bạn có được kết quả ngày hôm nay.— Elizabeth II, 31 tháng 7 năm 2022

### Kình địch Anh - Đức
Sự kình địch giữa đội tuyển quốc gia Anh và Đức được coi là lớn nhất trong làng bóng đá. Trước trận chung kết Euro nữ 2022, Anh chưa từng đánh bại Đức trong một trận chung kết châu Âu, trong khi danh hiệu quốc tế duy nhất trước đó của Anh là do đội nam đánh bại Tây Đức trong trận Chung kết FIFA World Cup 1966. Ở nội dung nữ, cuộc so tài giữa Anh và Đức đã chứng kiến những chú Sư tử chỉ đánh bại Đức hai lần. Trận chung kết châu Âu gần đây nhất của đội tuyển nữ Anh, vào năm 2009, đã thua Đức, trong trận đấu thứ mười chín liên tiếp đội tuyển nữ Anh thua Đức vào thời điểm đó.
Tờ Bild của Đức cáo buộc trận chung kết bị gian lận, so sánh nó với World Cup nam 1966 bằng cách nói rằng cả hai lần Wembley đều được sử dụng để đảm bảo chiến thắng cho đội tuyển Anh.

### Hậu quả
Với tư cách là đội vô địch Euro nữ, Anh đã vượt qua vòng chung kết UEFA–CONMEBOL nữ đầu tiên, trận đấu một lượt trận mà họ sẽ đối đầu với Brazil, đội vô địch Copa América Femenina 2022. Trận đấu, diễn ra ở châu Âu, là một phần của mối quan hệ đối tác mới giữa CONMEBOL và UEFA. Ngày và địa điểm vẫn chưa được công bố.